# Charles Zidler
Charles Zidler (Saint-Cloud, 29 dicembre 1831 – Parigi, 10 novembre 1897) è stato un impresario teatrale francese, noto per essere con Joseph Oller il fondatore del Moulin Rouge, uno dei più famosi locali di Parigi.
Sempre con Oller aveva già fondato nel 1888 il teatro Olympia.

## Biografia
Nelle sue memorie, Yvette Guilbert riporta queste parole che Charles Zidler le disse un giorno sulla sua persona:
(Yvette Guilbert, La chanson de ma vie, Grasset, 1927)
I primi anni della sua vita, dunque, Zidler li passò come apprendista conciatore insieme a suo padre che già svolgeva questa professione, giungendo persino ad aprire un negozio di scarpe. La vocazione di Zidler per il mondo dello spettacolo, ad ogni modo, lo portò col suo socio Joseph Oller a fondare una serie di caffè-concerto come l'Hyppodrome presso il Pont de l'Alma (1877), il Jardin de Paris (1885), le montagne russe (1888), il Moulin-Rouge (1889) e infine l' Olympia (1893).
L'apertura, il 5 ottobre 1889, in Boulevard de Clichy del Moulin Rouge, si deve in gran parte proprio all'iniziativa di Charles Zidler che impose da subito come attrazione principale del locale la presenza della "quadriglia naturalistica", meglio nota oggi come can-can. Da subito iniziò a catalizzare presso il suo locale i principali artisti del cabaret dell'epoca tra cui La Goulue, Valentin le Désossé, Le Pétomane.
Nel 1892 terminò il suo sodalizio imprenditoriale con Oller, ma Zidler rimase alla guida del Moulin Rouge, sebbene dopo soli tre anni dall'apertura il locale iniziò a conoscere un periodo difficile.
Zidler fu anche "commissario generale", cioè direttore, di due famosi eventi parigini: la Promenade du Bœuf Gras ed il Carnaval de Paris dal 1896 al 1897.
Quando morì nel 1897, il Moulin Rouge chiuse per la prima volta i battenti per un giorno intero in segno di rispetto per la scomparsa del suo fondatore.
Zidler era zio del poeta patriottico francese Gustave Zidler (1862-1936).